# La Vallée-de-la-Gatineau
La Vallée-de-la-Gatineau est une municipalité régionale de comté de la province de Québec (Canada) dans la région administrative de l'Outaouais.   Son chef-lieu est Gracefield.  Elle a été constituée le 1er janvier 1983. Sa préfète depuis 2017 est Chantal Lamarche.

## Géographie

### Entités territoriales

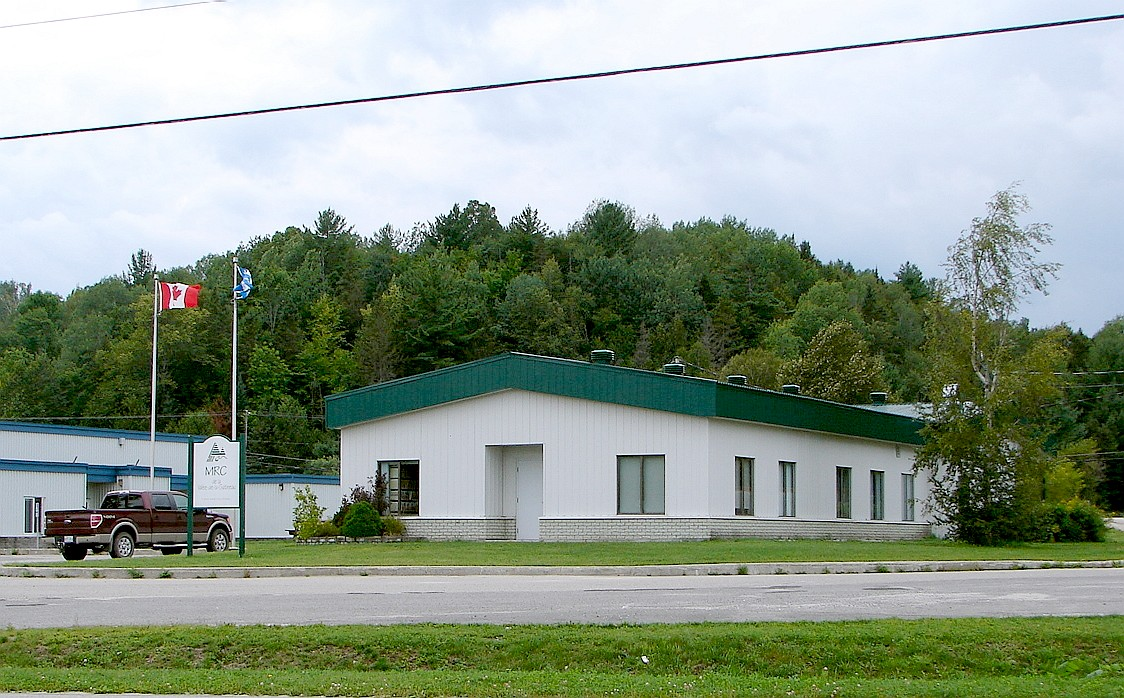
Bureau de MRC à Gracefield

La MRC est constituée de 17 municipalités locales et de cinq territoires non organisés. Deux réserves indiennes se trouvent sur le territoire mais elles n'en font pas juridiquement partie.
| Nom                           | Statut                  | Population 2021 | Superficie (km2) | Densité (h/km2) | Ref. |
| ----------------------------- | ----------------------- | --------------- | ---------------- | --------------- | ---- |
| Aumond                        | Municipalité de canton  | 754             | 226,9            | 3,32            |      |
| Blue Sea                      | Municipalité            | 696             | 87,7             | 7,94            |      |
| Bois-Franc                    | Municipalité            | 411             | 74,2             | 5,54            |      |
| Bouchette                     | Municipalité            | 695             | 143,3            | 4,85            |      |
| Cascades-Malignes             | Territoire non organisé | 0               | 545,9            | 0               |      |
| Cayamant                      | Municipalité            | 895             | 412,7            | 2,17            |      |
| Denholm                       | Municipalité            | 546             | 199,5            | 2,74            |      |
| Déléage                       | Municipalité            | 1 916           | 265,7            | 7,21            |      |
| Dépôt-Échouani                | Territoire non organisé | 0               | 334,5            | 0               |      |
| Egan-Sud                      | Municipalité            | 508             | 50,9             | 9,98            |      |
| Gracefield                    | Ville                   | 2 376           | 455,4            | 5,22            |      |
| Grand-Remous                  | Municipalité            | 1 159           | 506,3            | 2,29            |      |
| Kazabazua                     | Municipalité            | 1 037           | 182              | 5,7             |      |
| Kitigan Zibi                  | Réserve indienne        | 1 204           | 183,9            | 6,55            |      |
| Lac-Lenôtre                   | Territoire non organisé | 0               | 2 124,8          | 0               |      |
| Lac-Moselle                   | Territoire non organisé | 0               | 1 270,3          | 0               |      |
| Lac-Pythonga                  | Territoire non organisé | 0               | 5 934,7          | 0               |      |
| Lac-Rapide                    | Réserve indienne        | 346             | 0,28             | 1 235,7         |      |
| Lac-Sainte-Marie              | Municipalité            | 677             | 240,4            | 2,82            |      |
| Low                           | Municipalité de canton  | 1 020           | 277,6            | 3,67            |      |
| Maniwaki                      | Ville                   | 3 757           | 8,8              | 426,93          |      |
| Messines                      | Municipalité            | 1 655           | 130,7            | 12,66           |      |
| Montcerf-Lytton               | Municipalité            | 653             | 379,8            | 1,72            |      |
| Sainte-Thérèse-de-la-Gatineau | Municipalité            | 588             | 79,4             | 7,41            |      |
| Total                         | Total                   | 20 547          | 13 931,5         | 1,47            |      |

## Démographie
| 1991 | 1996 | 2001   | 2006   | 2011   | 2016   | 2021   |
| ---- | ---- | ------ | ------ | ------ | ------ | ------ |
| -    | -    | 18 730 | 20 518 | 20 530 | 20 182 | 20 547 |

## Éducation
Commission scolaire des Hauts-Bois-de-l'Outaouais